# SM i stadioncross
SM i stadioncross är ett svenskt mästerskap som arrangeras av SVEMO (Svenska Motorcykel och Snöskoterförbundet) på uppdrag av Riksidrottsförbundet. SM i stadioncross är en tävlingsform för snöskotrar och är en komprimerad form av skotercross. Den arrangeras numera oftast i samband med SM-veckan vinter. SM i stadioncross 2018 körs i Skellefteå den 22 mars.

## Tävlingsregler och historik

### Tävlingsform
Stadioncross har en betydligt kortare bansträckning jämfört med skotercross. Dessutom brukar hopp och kurvor vara mycket större. Den kortare banlängden gör det möjligt att flytta in tävlingsbanan på exempelvis bandyplaner och fotbollsplaner. Därav namnet stadioncross. Inspirationen för tävlingsformen kommer från USA där skotercrossbanorna ofta är av den här typen. 

### Klasser
I skotercross finns det tre tävlingsklasser som har SM-status. I stadioncross fanns det bara en klass, Open, tills även damklassen fick komma in vid SM-veckan i Piteå 2016. I klassen Open är det bara män som tävlar. Maskinerna får vara trimmade och ombyggda med vissa begränsningar (det finns en maxgräns för motorns kubiktal och för hur högt de får låta). Damerna kör så kallade Stockmaskiner. Det betyder att de ska vara original och får inte trimmas. Vissa förändringar får göras som exempelvis annan fjädring och andra säkerhetshöjande detaljer. 

### SM-veckan vinter
SM i stadioncross kom till när SM-veckan vinter arrangerades för första gången 2009. Riksidrottsförbundet och SVT ville ha in så många vintermästerskap som möjligt och när frågan kom till SVEMO om de kunde tänka sig att köra SM-finalen i skotercross blev svaret att det inte var möjligt. SM-veckan arrangeras då skotersäsongen knappt startat. Dock ansåg man att ett SM i stadioncross skulle passa perfekt.
Sedan första SM-veckan arrangerades i Sundsvall 2009 har SM i stadioncross funnits med på programmet. Redan 2010 var det dock uppehåll i SM-veckan på grund av OS i Vancouver. SVEMO valde att ändå köra SM i stadioncross i egen regi.

## Resultat

### Sundsvall 2009
1. Emil Öhman, Lynx, Älvsbyns MS
2. Fredrik Granberg, Ski-Doo, Tavelsjö SK
3. Christian Sahlemark, Arctic Cat, Södra Lappmarkens MK

### Kläppen 2010 (kördes utanför SM-veckan)
1. Johan Lidman, Arctic Cat, Älvsbyns MS
2. Emil Öhman, Lynx, Älvsbyns MS
3. Derek Ellis, Polaris, USA

### Sundsvall 2011
1. Petter Nårsa, Lynx, Moskosels SK
2. Adam Renheim, Lynx, Lima MS
3. Viktor Stenman, Ski-Doo, Storumans SK

### Östersund 2012
1. Petter Nårsa, Lynx, Moskosels SK
2. Adam Renheim, Ski-Doo, Lima MS
3. Marcus Ogemar-Hellgren, Lynx, Östersunds SSK

### Falun 2013
1. Adam Renheim, Ski-Doo, Lima MS
2. Adam Öhman, Lynx, Älvsbyns MS
3. David Reponen, Arctic Cat, Storumans SK

### Umeå 2014
1. Marcus Ogemar-Hellgren, Lynx, Östersunds SSK
2. David Reponen, Arctic Cat, Storumans SK
3. Johan Eriksson, Polaris, Team Walles MK

### Örebro 2015
1. Petter Nårsa, Arctic Cat, Moskosels SK
2. Nisse Kjellström, Polaris, Team Walles MK
3. Mathias Johansson, Arctic Cat, Älvsbyns MS

### Piteå 2016

#### Open
1. Johan Eriksson, Lynx, Team Walles MK
2. Sebastian Asp, Lynx, Kiruna MK
3. Filip Öhman, Lynx, Älvsbyns MS

#### Damer Stock
1. Emilia Dahlgren, Lynx, Team Walles MK
2. Matilda Johansson, Polaris, Älvsbyns MS
3. Ronja Renheim, Ski-Doo, Lima MS

### Söderhamn 2017

#### Open
1. Nisse Kjellström, Arctic Cat, SMK Söderhamn
2. Marcus Dorsch, Ski-Doo, Umeå AK
3. Johan Lidman, Lynx, Tväråns IF

#### Damer Stock
1. Ellen Bäcke, Polaris, SMK Ockelbo
2. Fanny Wikström, Lynx, Infjärdens RSK
3. Elvira Lindh, Arctic Cat, Borlänge SSK